# Michael Lee
Michael Lee (19 de novembro de 1969 - 24 de novembro de 2008) foi um baterista inglês que excursionou e gravou com os ex-músicos do Led Zeppelin Robert Plant e Jimmy Page.
Lee nasceu em Darlington, na Inglaterra com o nome de Michael Gary Pearson, e, tinha uma semelhança com o baterista da banda Led Zeppelin John Bonham, ele usava tamanhos grandes de bateria, algo que ele atribui à sua altura. Seu bumbo tinha 26" de diâmetro, e sua caixa era uma concha de latão de 14" x 14".
Ele começou sua carreira profissional como baterista com Little Angels, uma banda de Scarborough, que se tornou uma das principais bandas de rock britânico do início dos anos 90, no entanto, Lee foi demitido do Little Angels, durante sua turnê Young Gods, depois que se descobrir que ele tinha uma audição para o The Cult às costas. Ele passou a tocar em toda turnê mundial do Ceremony com o The Cult (e foi substituído no Little Angels por Mark Richardson).
Depois de tocar com o The Cult, ele iria passar a trabalhar com Echo & the Bunnymen e a versão reformada do Thin Lizzy. Lee também trabalhou com muitas outras bandas, incluindo Holosade, Alaska, e Sweet Janes.
Em última análise, seria o seu trabalho com o vocalista do Led Zeppelin Robert Plant, que lhe rendeu o mais alto perfil. Como resultado de seu trabalho em material solo de Plant, ele foi convidado a continuar esta colaboração, quando Plant voltou com força em sua parceria com Jimmy Page para o seu projeto Page and Plant. Lee tornou-se o baterista para a sua turnê e gravação da banda, ganhando até mesmo créditos de escrita.
Lee também excursionou com Jeff Martin e tocou bateria em seu álbum solo, Exile and the Kingdom. Ele também se apresentou com os fundadores do The Cult Billy Duffy e Ian Astbury em sua turnê Ceremony. Ele também colaborou no álbum de Ian Gillan, Gillan Inn, de 2006.
Lee morreu em 24 de novembro de 2008 de ataque epilético. Ele foi encontrado morto em seu apartamento e seu funeral realizou-se em sua cidade natal de Darlington, na semana seguinte.